# Ernst-Ewald Roth

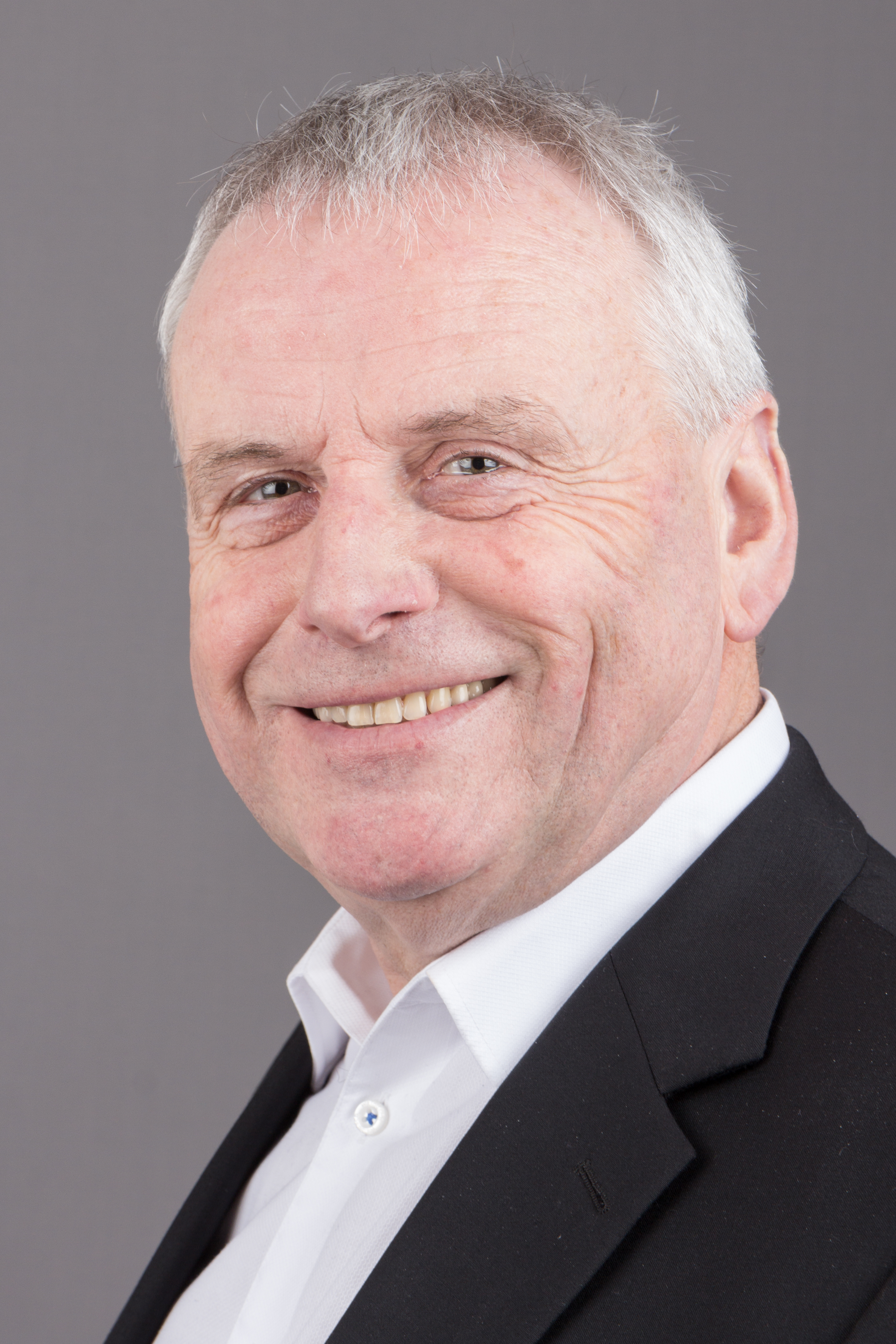
Ernst-Ewald Roth (2016)

Ernst-Ewald Roth (* 4. Februar 1953 in Montabaur) ist ein deutscher Politiker und Theologe. Als Abgeordneter der SPD gehörte er von 2008 bis 2019 dem Hessischen Landtag an.

## Werdegang
Roth wuchs in der im Westerwald gelegenen Gemeinde Holler auf. Nach seinem Abitur am Gymnasium in Montabaur im Jahr 1974 studierte er an der Philosophisch-Theologischen Hochschule St. Georgen in Frankfurt am Main und an der Universität Innsbruck Theologie und schloss das Studium im Jahr 1979 mit Diplom ab.
Im Dezember 1980 empfing er seine Weihe zum römisch-katholischen Priester und trat noch im gleichen Jahr in Niedernhausen eine Kaplansstelle an. In den folgenden Jahren kam er über Gemeinden in Frankfurt-Eckenheim (1981/82), Bad Homburg (1982) und Frankfurt-Höchst (1982–1985) als Stadtjugendpfarrer nach Wiesbaden. Parallel dazu studierte er 1985 an der Fachhochschule Frankfurt Sozialarbeit. Im Jahr 1990 berief ihn der Limburger Bischof Franz Kamphaus als Diözesanjugendpfarrer und Dezernent des Dezernats Jugend in das Bischöfliche Ordinariat des Bistums Limburg. 1996 kehrte er als Stadtdekan und Pfarrer von St. Bonifatius nach Wiesbaden zurück. Zeitgleich war er als Vorsitzender des Caritas-Verbandes Wiesbaden, als Mitglied im Jugendhilfeausschuss (1997–2005) und als Vorsitzender der Arbeitsgemeinschaft Christlicher Kirchen (ACK) (1999–2006) tätig.

## Politik
Im Jahr 2006 wandte Roth sich der Politik zu und wurde daraufhin durch den damaligen Bischof von Limburg, Franz Kamphaus, von seinen Kirchenämtern suspendiert. Am 12. Mai 2006 wurde Roth durch den Parteitag der Wiesbadener SPD als parteiloser Kandidat für das Amt des Oberbürgermeisters in der hessischen Landeshauptstadt nominiert. Die Kandidatur scheiterte jedoch vorzeitig im Januar 2007, da die Stadt-SPD es versäumte, den Wahlvorschlag für ihren Kandidaten im Wahlamt fristgerecht einzureichen. Im Zuge der darauf folgenden parteiinternen Umstrukturierungen wurde Roth – inzwischen der Partei beigetreten – am 23. März 2007 zum stellvertretenden Vorsitzenden des SPD-Unterbezirkes Wiesbaden gewählt und am 23. Juni 2007 zum Direktkandidaten der SPD im Wahlkreis 30 (Wiesbaden I) für die Landtagswahl 2008 nominiert. Bei der Wahl am 27. Januar 2008 entschied er mit 38,9 Prozent der Stimmen den Wahlkreis für sich.
Im Sommer 2008 heiratete Roth standesamtlich seine langjährige Lebensgefährtin, eine BKA-Beamtin. Eine kirchliche Trauung ist aufgrund der kirchenrechtlich fortdauernden Zölibatsverpflichtung Roths nicht möglich.
Bei den Landtagswahlen 2009 und 2013 unterlag Roth im Wahlkreis Wiesbaden I jeweils der CDU-Kandidatin Astrid Wallmann, zog jedoch über die Landesliste in den Landtag ein. Bei der Landtagswahl in Hessen 2018 trat er nicht mehr an und schied daher im Januar 2019 aus dem Landtag aus.